# Analyse thermomécanique
Pour les articles homonymes, voir ATM.
L'analyse thermomécanique ou ATM (en anglais : thermomechanical analysis, TMA) est une technique d'analyse thermique.
L'analyse thermique est une série de techniques qui mesure les propriétés physiques ou chimiques d'un matériau en fonction de la température, du temps et de l'atmosphère.

## Principe général
L'analyse thermomécanique mesure de façon précise les changements dimensionnels d'un échantillon en fonction de la température, du temps, et de la force constante appliquée.
Les transitions éventuelles d'une substance peuvent être détectées. Les plastiques amorphes, par exemple, ont généralement plusieurs transitions.
Les appareils d'ATM enregistrent en continu la déformation d'une substance, sous charge fixe, pendant qu'elle est soumise à un programme de température contrôlé.
La thermodilatométrie, d'autre part, mesure les changements dimensionnels d'une substance en fonction de la température sans appliquer de force. Pour cette technique, il est possible de calculer la courbe dérivée de la fonction :
{\displaystyle {\Delta L \over L_{0}}=f(T)}
avec :
{\displaystyle \Delta L\,}, l'augmentation de longueur ;
{\displaystyle L_{0}}, la longueur initiale de l'échantillon ;
{\displaystyle T}, la température,
ce qui permet de déterminer le coefficient de dilatation linéaire (ou linéique) α (aussi noté αL).
Des accessoires fournis avec les appareils de TMA permettent d'accéder au coefficient de dilatation volumique {\displaystyle k} (aussi noté {\displaystyle \alpha _{V}} ou {\displaystyle \beta }). Pour un matériau isotrope :
{\displaystyle k=3\ \alpha }.
Note : la dilatation thermique des matériaux est inversement proportionnelle à leur rigidité. Les plastiques ont ainsi des coefficients de dilatation élevés comparativement aux métaux.

## Exemple: mesure des transitions vitreuses
La transition vitreuse s'observe fréquemment pour les polymères. Ce phénomène s'accompagne en particulier d'une augmentation du volume libre, donc du coefficient de dilatation.
Le coefficient de dilatation thermique (coefficient of thermal expansion, CTE) variant brusquement au voisinage de la température de transition vitreuse, Tv, des polymères, il sera possible de déterminer en TMA la température de cette transition.
Pour un polymère donné, le coefficient α mesuré à une température supérieure à la transition vitreuse est environ trois fois plus élevé que celui mesuré à l'état vitreux.
L'exemple de la figure suivante illustre l'évolution de la longueur en fonction de la température pour un élastomère : le polychloroprène. On observe par ailleurs une zone de fusion (TF) révélant la présence de zones cristallines.

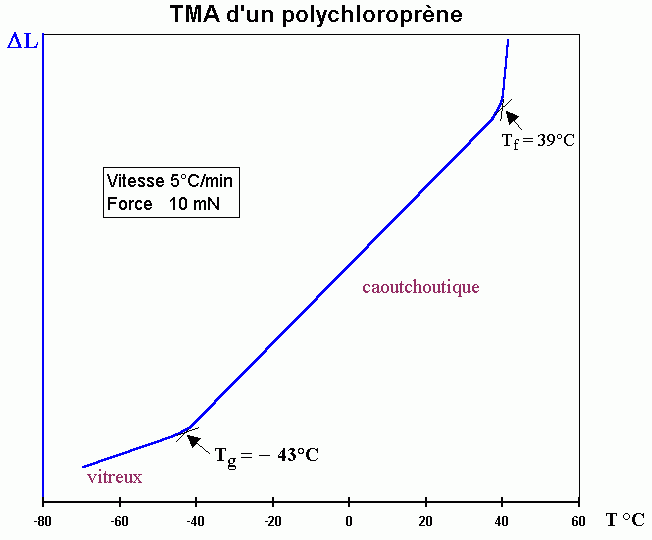
Thermogramme d'un polychloroprène, obtenu par analyse thermomécanique.

Note : pour ce polymère, dans la région caoutchoutique, la dilatométrie a permis de mesurer αcaout = 200 e–6 °C–1.

## Description succincte d'un appareil TMA
L'appareil comprend donc :
- un four (de volume assez faible en général) régulé, programmé (vitesse de chauffe de 0,01 à 100 °C/min ; gamme de −150 °C à +1 000 °C) muni d'un thermocouple placé près de l'échantillon ;
- un capteur de déplacement (résolution en nanomètres) approprié, de type inductif (LVDT), pour mesurer la variation dimensionnelle de l'échantillon (domaine de mesure de ±5 mm ; longueur de l'échantillon jusqu'à 20 mm) ;
- un système contrôlant l'application de la force transmise (gamme de ±1 N ou plus) par la sonde (ou palpeur) de mesure de déplacement à l'échantillon ;
- un système de traitement du signal résultant ;
- un système d'évaluation des données ; un graphe est produit.

Il est possible de travailler sous atmosphère contrôlée (inerte ou oxydante) ou sous vide.

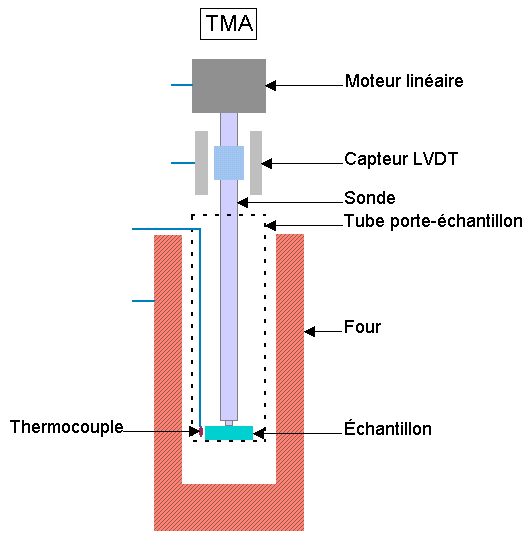
Schéma de principe d'un analyseur thermomécanique TMA.

## Modes de mesure
Les sondes de mesure et les supports d'échantillon sont généralement en quartz. La géométrie de ces pièces impose un mode de mesure. Les modes possibles sont les suivants :
- expansion (sonde utilisée sans force sur l'échantillon) pour la détermination de coefficient de dilatation en dilatométrie ;
- pénétration ; une forte contrainte, créée par une forte force appliquée par une sonde de faible diamètre, augmente la contribution de la pénétration par rapport à l'expansion ;
- traction (échantillon fixé par deux petites pinces) pour l'étude de films ou de fibres sous traction ;
- flexion trois points (montage composé d'appuis en forme de couteau) ;
- expansion volumique (montage composé d'un creuset et d'une sonde à fond plat) pour l'étude de la dilatation des poudres, par exemple.

Pour les modes en pénétration et en flexion, une contrainte plus importante est imposée à l'échantillon.

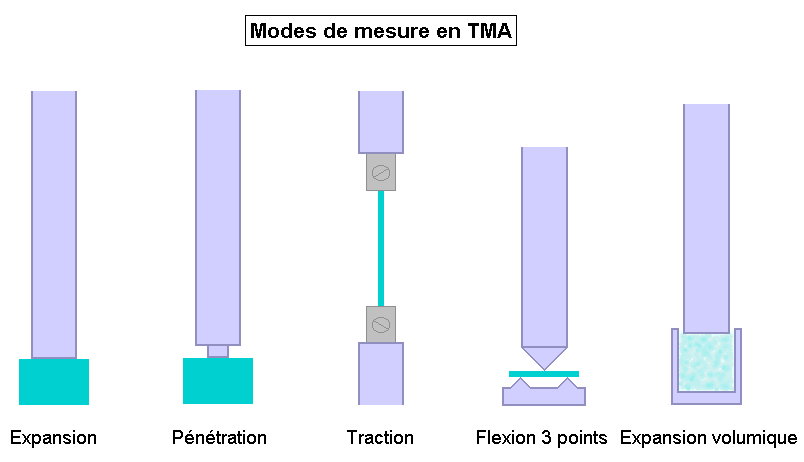
Modes d'investigation courants en TMA.

## Analyse DMA/TMA
La TMA peut être couplée à la DMA : l'analyse DMA/TMA simultanée disponible sur certains appareils de DMA permet par exemple l'étude de la transition vitreuse par les deux techniques tout en mesurant la dilatation thermique de l'échantillon polymère par TMA.

## Technique TMAD
Une autre technique dérivée, la TMA dynamique ou TMAD (en anglais DTMA ou DLTMA, dynamic load TMA), applique une contrainte sinusoïdale (fréquence jusqu'à 1 Hz) ainsi qu'une rampe de température linéaire à l'échantillon, et mesure la déformation sinusoïdale résultante.
Les facteurs externes, tels la vitesse de balayage en température ainsi que la fréquence de la sollicitation mécanique, affectent la température de transition vitreuse d'un polymère.
La technique TMAD permet d'accéder au module de Young et peut détecter les faibles transitions secondaires d'un polymère.

## Applications
Voici une liste non exhaustive :
- mesure du coefficient de dilatation en dilatométrie ;
- détection des transitions (transition vitreuse, ramolissement, fusion, décomposition, etc.) ;
- tenue thermomécanique ;
- gonflement ;
- fluage (déformation en partie[réf. nécessaire] irréversible d'un matériau mesurée en fonction du temps sous charge appliquée constante) ;
- contrôle de revêtements ;
- température de frittage (de céramiques, par exemple) ;
- en TMAD : comportement viscoélastique ; suivi de réticulation de résines thermodurcissables ou contrôle de matériaux composites finis ;
- établissement de l'équation d'état pvT, utilisée en particulier en injection plastique.